# Kibramoa guapa
Espèce
Kibramoa guapa est une espèce d'araignées aranéomorphes de la famille des Plectreuridae.

## Distribution
Cette espèce se rencontre au Mexique dans le Nord de la Basse-Californie et aux États-Unis dans le comté de San Diego en Californie,.

## Description
Le mâle holotype mesure 9 mm et la femelle 12,35 mm.

## Publication originale
- Gertsch, 1958 : The spider family Plectreuridae. American Museum Novitates, no 1920, p. 1-53 (texte intégral).